# Pekin Północny
Pekin Północny (chiń. 北京北站; pinyin Běijīng Běizhàn), dawniej Xizhimen (chiń. 西直门站; pinyin Xīzhímén Zhàn) – mała stacja kolejowa w Pekinie, w Chinach. Posiada 3 perony.